# جی ویکرانتا
جی ویکرانتا (به هندی: Jai Vikraanta) فیلمی هندی محصول سال ۱۹۹۵ و به کارگردانی سلطان احمد است. در این فیلم بازیگرانی همچون سانجی دات، زیبا بختیار، آمریش پوری، سورش اوبروی، آریونا ایرانی، سعید جعفری، موکش خانا ایفای نقش کرده‌اند.